# سيرج غاكبيه
سيرج غاكبيه ((بالفرنسية: Serge Gakpé)‏؛ ولد في 7 مايو 1987) لاعب كرة قدم توغولي من مواليد فرنسا ويلعب كجناح يمين لأبولون ليماسول القبرصي ولمنتخب توغو الوطني.

## وصلات خارجية
- سيرج غاكبيه على موقع الاتحاد الدولي (مؤرشف)  (الإنجليزية)
- سيرج غاكبيه على موقع رابطة كرة القدم الفرنسية للمحترفين (الإنجليزية)
- سيرج غاكبيه على موقع إي إس بي إن إف سي (الإنجليزية)
- سيرج غاكبيه على موقع قاعدة بيانات كرة القدم.إي يو (الإنجليزية)
- سيرج غاكبيه على موقع ناشيونال فوتبول تيمز (الإنجليزية)
- سيرج غاكبيه على موقع Soccerway.com (الإنجليزية)
- سيرج غاكبيه على موقع عالم كرة القدم.نت (الإنجليزية)
- سيرج غاكبيه على موقع AS.com (الإسبانية)

- سيرج غاكبيه على ESPN سوكرنت
- سيرج غاكبيه  على سكروي